# Benson (nome)
Benson  è un nome proprio di persona inglese maschile.

## Origine e diffusione
Il nome deriva da un cognome che significa "figlio (son) di Ben/Benedict".

## Onomastico
Il nome è adespota e quindi l'onomastico viene festeggiato il 1º novembre, giorno dedicato alla festa di Ognissanti.

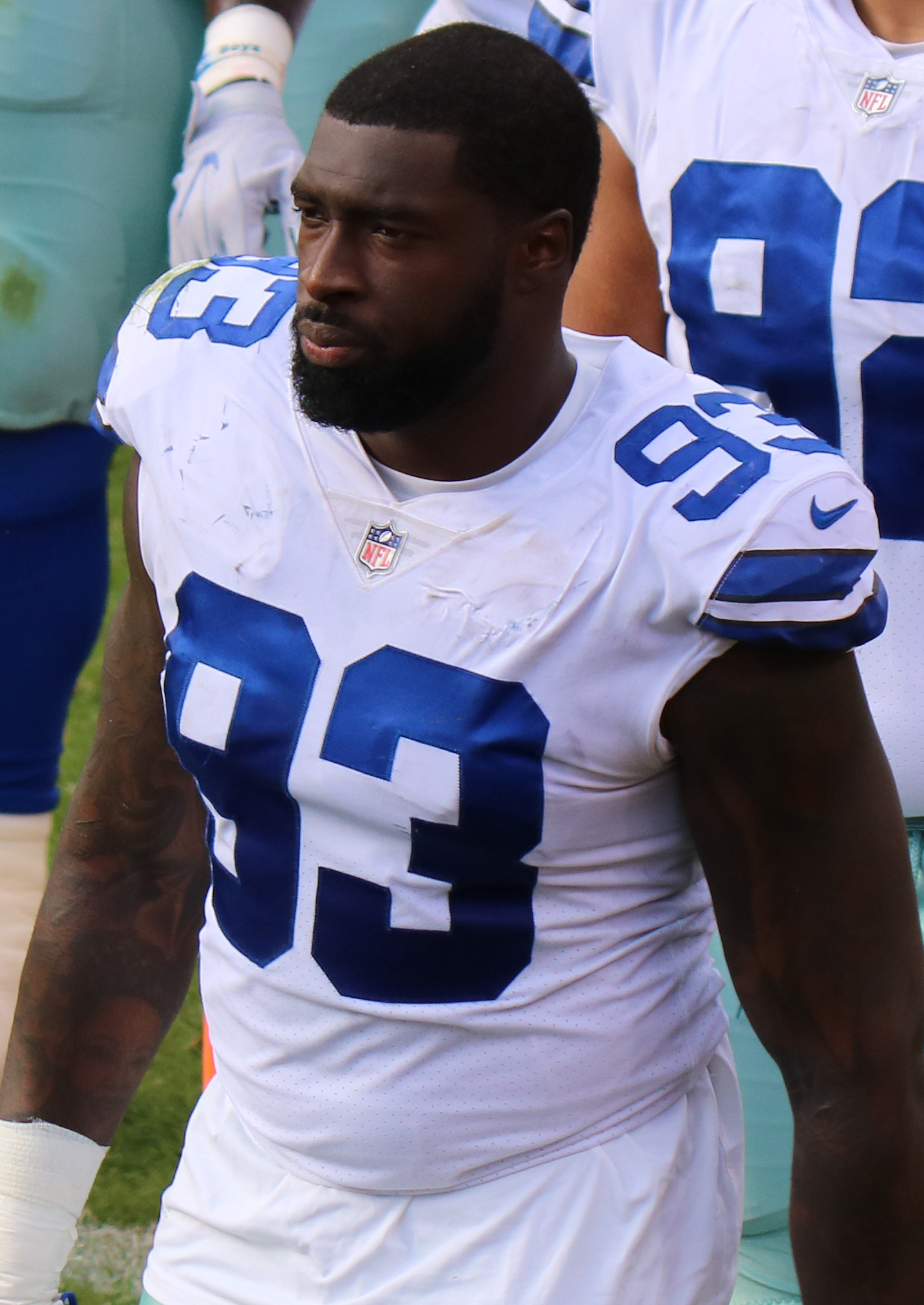
Benson Mayowa

## Persone
- Benson Barus, atleta keniota
- Benson Egemonye, cestista nigeriano
- Benson Fong, attore statunitense
- Benson Henderson, lottatore di arti marziali miste statunitense
- Benson Manuel, calciatore belga
- Benson Mayowa, giocatore di football americano statunitense
- Benson Mhlongo, calciatore sudafricano
- Benson Taylor, produttore discografico britannico